# Internazionali BNL d’Italia 2015

Die Internazionali BNL d’Italia 2015 war ein Tennisturnier der WTA Tour 2015 für Damen und ein Tennisturnier der ATP World Tour 2015 für Herren in Rom und fand zeitgleich vom 10. bis 17. Mai 2015 statt.

## Herrenturnier
→ Hauptartikel: Internazionali BNL d’Italia 2015/Herren
→ Qualifikation: Internazionali BNL d’Italia 2015/Herren/Qualifikation

## Damenturnier
→ Hauptartikel: Internazionali BNL d’Italia 2015/Damen
→ Qualifikation: Internazionali BNL d’Italia 2015/Damen/Qualifikation